# Смовдь руська
{{#ifeq:0|0|{{#if:|{{#if:Peucedanumofficinale|[[]}}|}}}}
Смовдь ру́ська (смовдь лі́карська; царський корінь; Peucedanum ruthenicum, синоніми: P. officinale, P. besserianum) — багаторічна трав'яниста рослина родини окружкових (окружкових).

## Опис

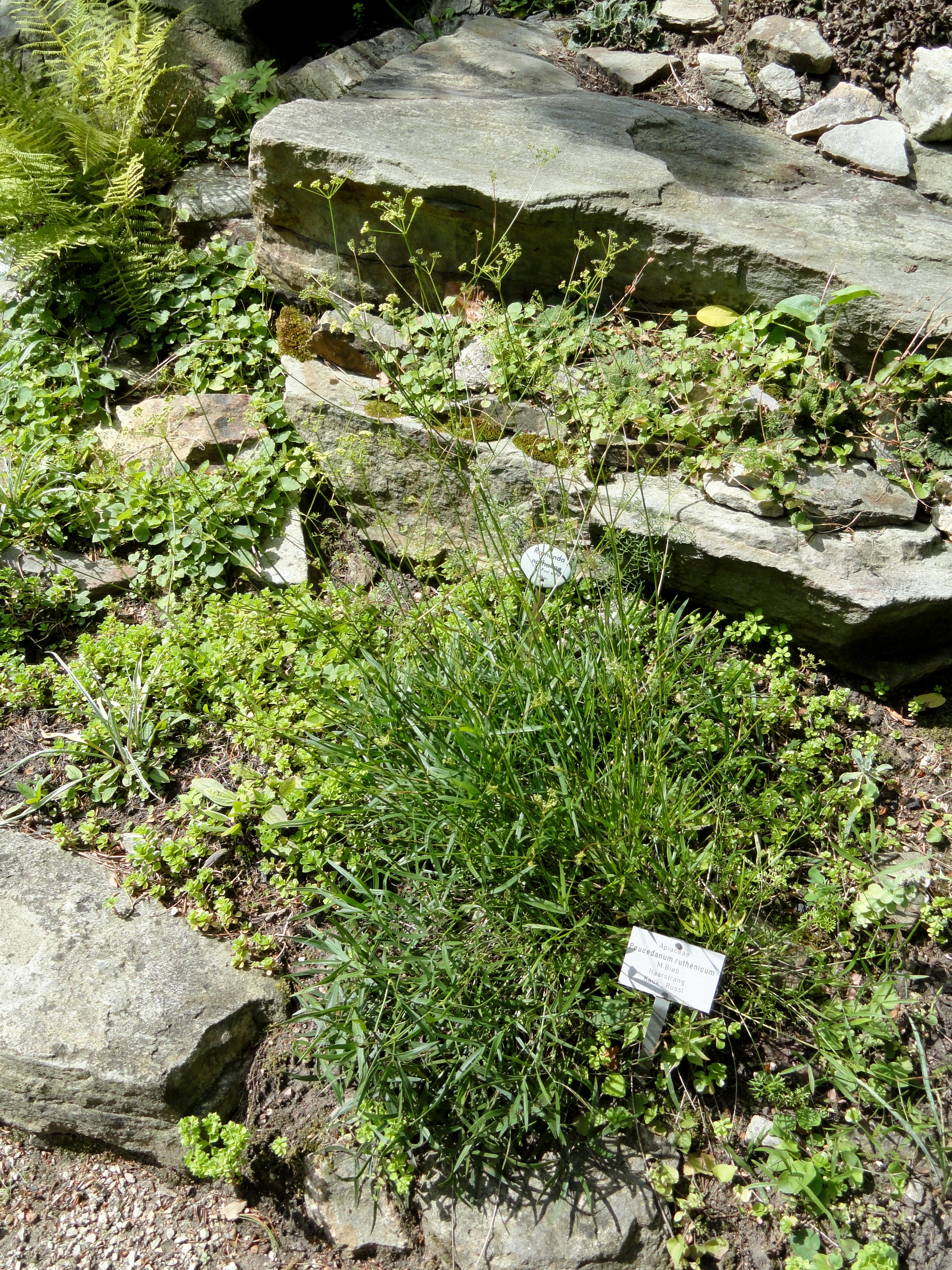
Peucedanum ruthenicum

Стебло щільне, циліндричне, дрібноборозенчасте, 60—120 см заввишки, малолисте, у верхній частині розгалужене. Прикореневі й нижні стеблові листки багаторазово трійчасті або трійчасто-перисті; середні листки дрібніші, менш складні; верхні — без пластинки, у вигляді піхов. Квітки дрібні, двостатеві, у складних 10-20-променевих зонтиках, з малолистою спадною обгорткою або без неї; зубці чашечки короткі, часто непомітні; пелюстки світло-жовті, широкояйцюваті, на верхівці виїмчасті. Плід — видовженооберненояйцювата двосім'янка, 6—8 мм завдовжки. Цвіте у червні — липні.

## Поширення

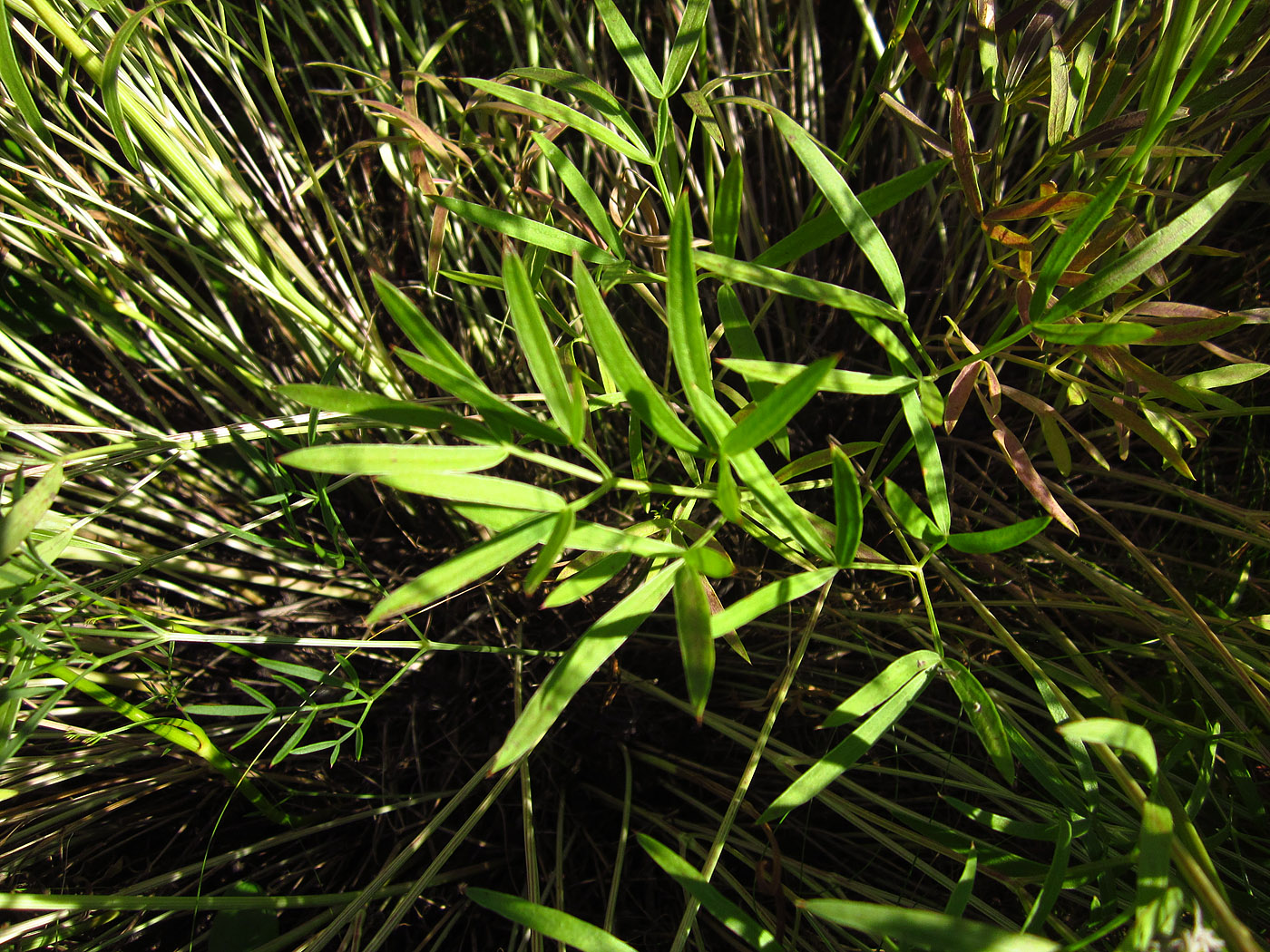
Смовдь руська. Нижній лист (фрамгент).

Смовдь руська росте на півдні лісостепу і в степу на схилах ярів і річкових долин, на солонцях, серед кущів, на лісових галявинах, уздовж доріг.

## Заготівля і зберігання
Для лікарських потреб заготовляють коріння рослини (Radix Peucedani ruthenici), яке копають одразу після визрівання насіння або рано навесні. Після попереднього пров'ялювання на відкритому повітрі коріння досушують на горищі або в сушарці при температурі, не вищій за 30°. Сухої сировини виходить 16 % . Строк придатності — 2 роки. Рослина неофіцинальна.

## Хімічний склад
У корінні рослини є флавоноїди, ефірна олія, фурокумарин пеуцеданін.

## Практичне використання

### Фармакологічні властивості

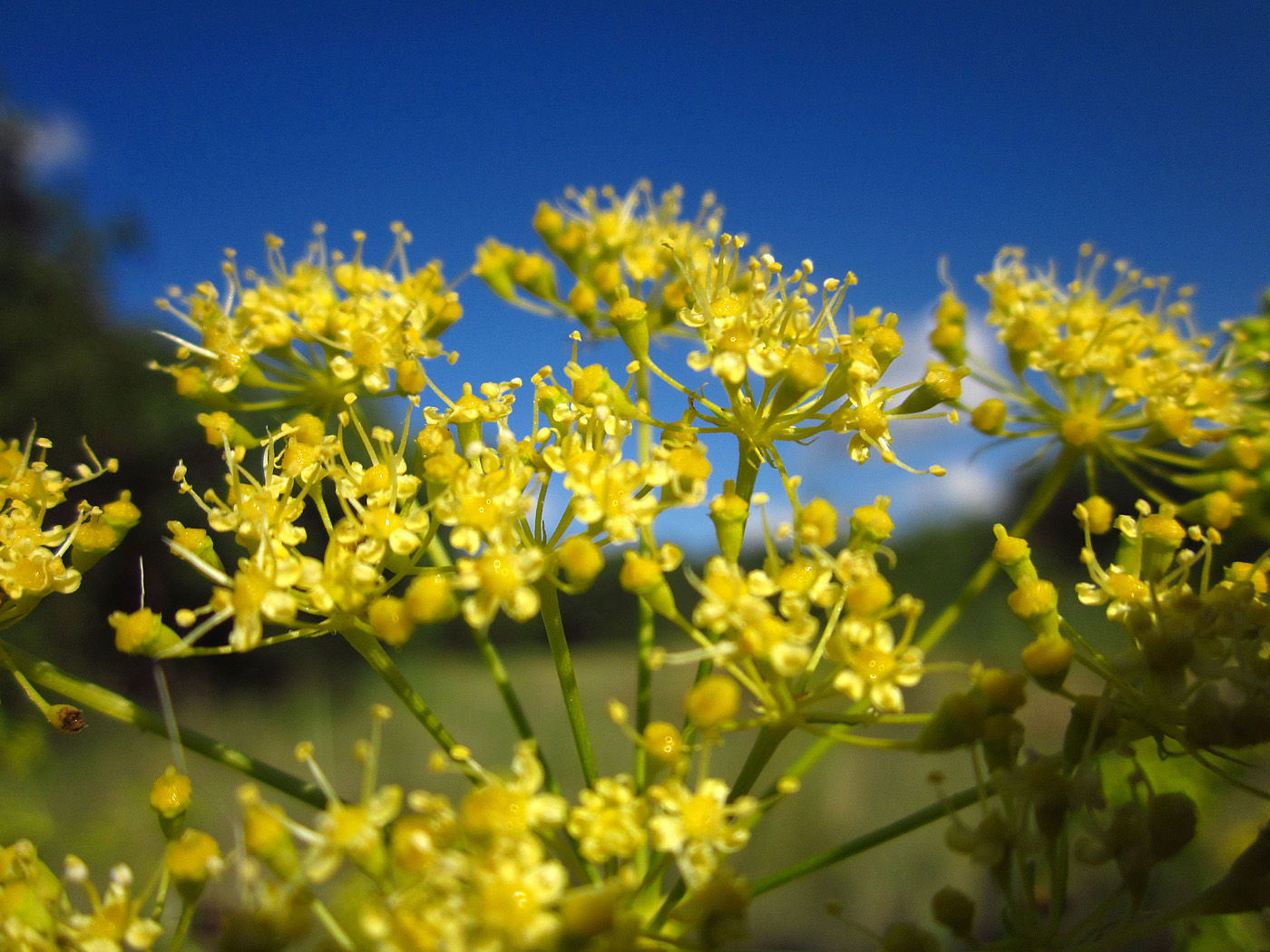
Смовдь руська. Частина суцвіття — складний зонтик (на території проектованого національного парку «Орільський»)

З коріння смовді руської виробляли препарат пеуцеданін, який використовували в комплексному лікуванні злоякісних новоутворень. Останнім часом препарат знято з виробництва. У народній медицині настойку або відвар коріння рослини застосовують як болетамувальний, протипростудний та відхаркувальний засіб.

### У харчуванні
На Кавказі, Далекому Сході та Західному Сибіру корінь смовді залучають до їжі як замінник ріпи. Викопані восени або напровесні корені однорічних рослин відмивають у воді і варять. Варені, дрібно порізані корені засмачують цибулею, олією та сметаною, додаючи круті січені яйця. До столу варені корені смовді подають як овочевий гарнір або салат до різноманітних страв. В Європі листя та насіння використовують як прянощі для використання швейцарського сиру.